# Empoasca yukonensis
Empoasca yukonensis är en insektsart som beskrevs av Ross 1963. Empoasca yukonensis ingår i släktet Empoasca och familjen dvärgstritar. Inga underarter finns listade i Catalogue of Life.